# كوردبا نيكاراغوا
كوردبا نيكاراغوا (بالإسبانية: Córdoba Nicaragüense) (رمز أيزو 4217: NIO) هي العملة المستخدمة في نيكاراغوا.

## تاريخ
قُدِّمَت أول كوردوبا مع البنك الوطني الجديد لنيكاراغوا (Banco Nacional de Nicaragua Incorporado) الذي أُنشِئ في عام 1912، وبعد ذلك أصدرت حكومة أدولفو دياز قانون تحويل النقد في مارس 1912. أنشأ هذا القانون الوحدة النقدية "كوردوبا"، التي سميت على اسم فرانسيسكو هيرنانديز دي كوردوبا، مؤسس نيكاراغوا ومدينتي ليون وغرناطة ، ولكن بسبب عدم الاستقرار السياسي السائد في ذلك الوقت، لم تُتَداَول الكوردوبا حتى عام 1913. حلت محل البيزو مونيدا كورينتي ، العملة النيكاراغوية بين عامي 1878 و1912. 
في عام 1960 تأسس البنك المركزي في نيكاراجوا (BCN) وبدأ البنك المركزي في إصدار الأوراق النقدية والعملات المعدنية التي كانت حتى ذلك التاريخ تصدر عن البنك الوطني في نيكاراجوا. 
ابتداءً من عام ١٩٧٩، بدأت فترة اتسمت بارتفاع التضخم، مما أدى إلى انخفاض قيمة العملة، وأدى إلى عملية تبادل وتحويل العملات في ١٤ فبراير ١٩٨٨، والتي استُبدلت فيها الكوردوبا، في إطار "عملية بيرتا" لنظام الساندينيستا ، بـ"الكوردوبا الجديدة" بسعر صرف ١٠٠٠ إلى ١. في الفترة ١٩٨٨-١٩٩٠، استمرت فترة التضخم المرتفع، مما أدى إلى استبدال الكوردوبا الجديدة بالكوردوبا الذهبية، بسعر معادل للدولار الأمريكي. في عام ١٩٩٢، أنشِئَت "الكوردوبا" ولا تزال قائمة حتى يومنا هذا.  

## عملات معدنية

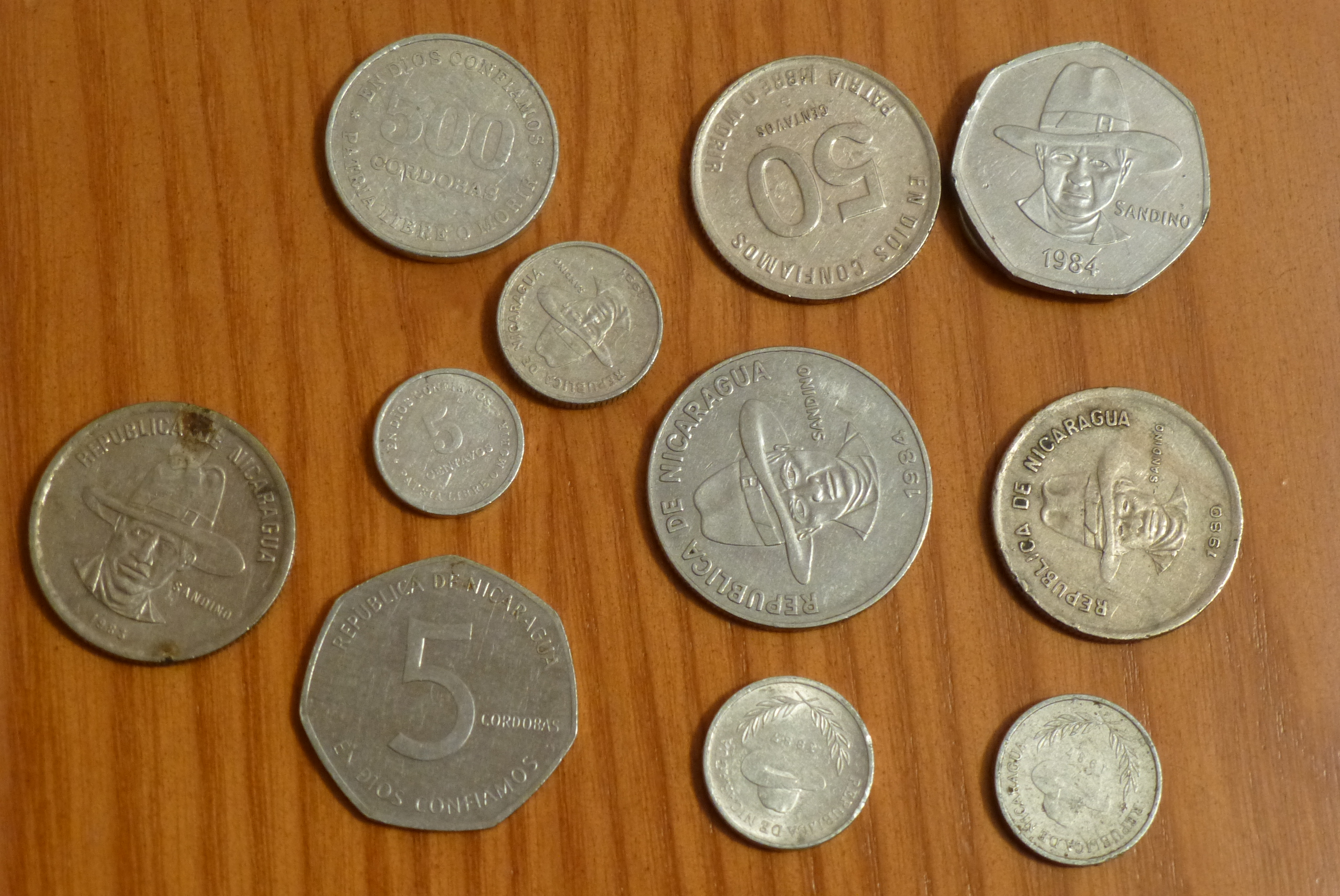
عملات معدنية مختلفة بعد تولي الجبهة الساندينية للتحرير الوطني السلطة في عام 1979

### الكوردوبا الأولى
في عام 1912، قُدِّمَت العملات المعدنية بفئات و1، و5، و10، و25، و 50 سنتافو و1 كوردوبا. عملتا ال1⁄2 وال1 سنتافو سُكَّتا من البرونز، والخمسة سنتافو من النحاس والنيكل، والفئات الأعلى من الفضة. سُكَّت عملة الكوردوبا الواحدة عام ١٩١٢ فقط، بينما توقف إنتاج 1⁄2 سنتافو في عام 1937. 

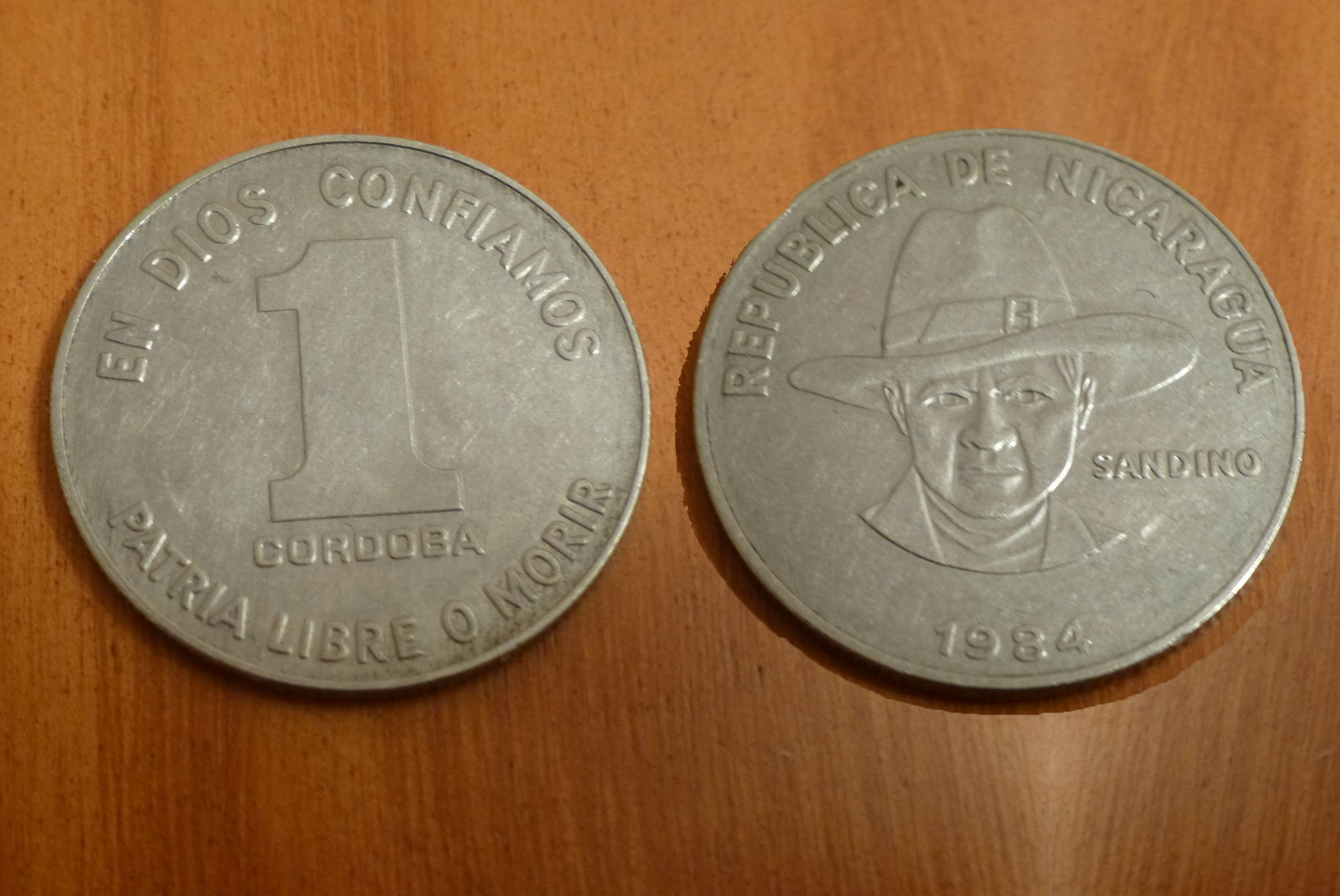
عملة كوردوبا واحدة من ثورة نيكاراغوا تصور أوغوستو سيزار ساندينو

في عام ١٩٣٩، استُبدل النحاس والنيكل بالفضة في فئات ١٠، و٢٥، و٥٠ سنتافو. وفي عام ١٩٤٣، صدر إصدار سنوي واحد من عملات نحاسية من فئات ١، و٥، و١٠، و٢٥ سنتافو. وكانت هذه آخر عملات سنتافو. وفي عام ١٩٧٢، صدرت عملات نحاسية من فئة ١ كوردوبا، تلتها في عام ١٩٧٤ عملات من الألومنيوم من فئات ٥ و١٠ سنتافو. 
طُرحت عام ١٩٨١ سلسلة جديدة من العملات المعدنية، تحمل صورة أوغوستو سيزار ساندينو ، وتتكون من ٥ و١٠ سنتافو من الألومنيوم، و٢٥ سنتافو من الفولاذ المغطى بالنيكل، و٥٠ سنتافو من النيكل النحاسي، و١ و٥ كوردوبا. استُبدلت العملات المعدنية المغلفة بالنيكل بالنيكل النحاسي بين عامي ١٩٨٣ و١٩٨٤. في عام ١٩٨٧، صدرت آخر عملات الكوردوبا الأولى، مزينة بقبعة ساندينو المميزة. صدرت ٥٠٠ كوردوبا من الألومنيوم. 
استعاد البنك المركزي معظم عملات 25 و50 سنتافو، بالإضافة إلى عملات 1 قرطبة، التي سُكّت عام 1985، وأتلفها. كما هو واضح، تودوِلَ عدد قليل من عملات 1 كوردوبا. 

### الكوردوبا الثانية
لم تُصدَر أية عملات معدنية لهذه العملة. 

### الكوردوبا الثالثة (الكوردوبا الذهبية)
في عام 1991، صدرت عملات معدنية مؤرخة بعام 1987 ولكن في الواقع قُدِّمَت مع إعادة تصنيف ذلك العام، في فئات 5، و10، و25 سنتافو، و50 سنتافو من البرونز والألومنيوم. كما أُصدِرَت عملات معدنية من فئة 1 و5 كوردوبا. 
في عام ١٩٩٤، صدرت عملات معدنية بفئات ٥، و١٠، و٢٥، و٥٠ سنتافو. جميعها سُكّت من فولاذ مطلي بالكروم. في عام ١٩٩٧، طُرحت عملات فولاذية مطلية بالنيكل من فئات ٥٠ سنتافو، و١، و٥ كوردوبا، تلتها عملات فولاذية مطلية بالنحاس من فئات ٥ سنتافو، و١٠، و٢٥ سنتافو من الفولاذ المطلي بالنحاس الأصفر في عام ٢٠٠٢، و١٠ كوردوبا من الفولاذ المطلي بالنحاس الأصفر في عام ٢٠٠٧. 
سلسسلة 1994:
| القيمة(₡) | السنة | المكونات               | الشكل | القطر | الوزن     | الوجه الأمامي       | الوجه الخلفي                                         | صورة |
| --------- | ----- | ---------------------- | ----- | ----- | --------- | ------------------- | ---------------------------------------------------- | ---- |
| 5 سنتافو  | 1994  | الفولاذ المطلي بالكروم | دائري | 15 مم | 2.1 جرام  | شعار النبالة الوطني | حمامة فوق خريطة نيكاراغوا مع التاريخ والقيمة أسفلها. |      |
| 10 سنتافو | 1994  | الفولاذ المطلي بالكروم | دائري | 17 مم | 2.68 جرام | شعار النبالة الوطني | حمامة فوق خريطة نيكاراغوا مع التاريخ والقيمة أسفلها. |      |
| 25 سنتافو | 1994  | الفولاذ المطلي بالكروم | دائري | 19 مم | 3.86 جرام | شعار النبالة الوطني | حمامة فوق خريطة نيكاراغوا مع التاريخ والقيمة أسفلها. |      |
| 50 سنتافو | 1994  | الفولاذ المطلي بالكروم | دائري | 22 مم | 4.6 جرام  | شعار النبالة الوطني | حمامة فوق خريطة نيكاراغوا مع التاريخ والقيمة أسفلها. |      |

سلسلة 1997:
| القيمة(₡) | السنة                                    | المكونات               | الشكل | القطر    | الوزن     | الوجه الأمامي       | الوجه الخلفي            | صورة |
| --------- | ---------------------------------------- | ---------------------- | ----- | -------- | --------- | ------------------- | ----------------------- | ---- |
| 5 سنتافو  | 2002                                     | الفولاذ المطلي بالنحاس | دائري | 18.5 مم  | 3 غرام    | شعار النبالة الوطني | القيمة الاسمية والتاريخ |      |
| 10 سنتافو | 2002                                     | الفولاذ المطلي بالنحاس | دائري | 20.5 مم  | 4 جرام    | شعار النبالة الوطني | القيمة الاسمية والتاريخ |      |
| 25 سنتافو | 2002، 2003، 2007                         | الفولاذ المطلي بالنحاس | دائري | 23.25 مم | 5.1 جرام  | شعار النبالة الوطني | القيمة الاسمية والتاريخ |      |
| 1 كوردوبا | 2002، 2007، 2008، 2009، 2010، 2012، 2014 | الفولاذ المغطى بالنيكل | دائري | 25 مم    | 6.25 جرام | شعار النبالة الوطني | القيمة الاسمية والتاريخ |      |

سلسلة 2002:
| القيمة(₡)  | السنة            | المكونات               | الشكل | القطر    | الوزن    | الوجه الأمامي       | الوجه الخلفي                                                   | صورة |
| ---------- | ---------------- | ---------------------- | ----- | -------- | -------- | ------------------- | -------------------------------------------------------------- | ---- |
| 10 سنتافو  | 2007، 2012، 2015 | الألومنيوم             | دائري | 20.5 مم  | 1.4 جرام | شعار النبالة الوطني | القيمة الاسمية والتاريخ                                        |      |
| 25 سنتافو  | 2007، 2014       | الفولاذ المطلي بالنحاس | دائري | 23.25 مم | 5.1 جرام | شعار النبالة الوطني | القيمة الاسمية والتاريخ                                        |      |
| 50 سنتافو  | 2007، 2014       | الفولاذ المغطى بالنيكل | دائري | 22 مم    | 5 جرام   | شعار النبالة الوطني | القيمة الاسمية والتاريخ                                        |      |
| 5 كوردوبا  | 2007، 2014       | الفولاذ المغطى بالنيكل | دائري | 28 مم    | 7.8 جرام | شعار النبالة الوطني | القيمة الاسمية والتاريخ                                        |      |
| 10 كوردوبا | 2007             | الفولاذ المطلي بالنحاس | دائري | 26.5 مم  | 8.5 جرام | شعار النبالة الوطني | تمثال أندريس كاسترو مع القيمة الاسمية والتاريخ والصورة الكامنة |      |

في عام 2012، أصدر البنك المركزي عملة معدنية بقيمة 5 كوردوبا للاحتفال بالذكرى المئوية لتقديم عملة كوردوبا. 

## الأوراق النقدية

### الكوردوبا الأولى
في عام ١٩١٢، طرح البنك الوطني النيكاراغوي أوراقًا نقدية من فئات ١٠، و٢٥، و٥٠ سنتافو، و١، و٢، و٥، و١٠، و٢٠، و٥٠، و١٠٠ كوردوبا، بالإضافة إلى أوراق نقدية قديمة من فئة نصف بيزو و١ بيزو، مُطبوعة عليها فئتا ٤ و٨ سنتافو من العملة الجديدة. في عام ١٩٣٤، استُبدلت جميع الأوراق النقدية المتداولة بأوراق نقدية مُطبوعة عليها عبارة "REVALIDO" ("مُعاد صيانتها"). صدرت آخر أوراق نقدية من فئة أقل من كوردوبا واحد بتاريخ ١٩٣٨. في عام ١٩٤٥، طُرحت أوراق نقدية من فئة ٥٠٠ كوردوبا، تلتها أوراق نقدية من فئة ١٠٠٠ كوردوبا في عام ١٩٥٣.
في عام 1962، تولى البنك المركزي في نيكاراغوا إصدار النقود الورقية بموجب قرار بنكي صادر في 8 فبراير 1962 والمرسوم التنفيذي رقم 71 بتاريخ 26 أبريل 1962.  اُستُبدِلَت الأوراق النقدية من فئة 1 كوردوبا بالعملات المعدنية في عام 1972. بعد إدخال العملات المعدنية من فئة 5 كوردوبا في عام 1981، سُحِبَت الأوراق النقدية من فئة 2 و5 كوردوبا. في عام 1987، طُرِحَت أوراق نقدية من فئة 5000 كوردوبا، تلتها أوراق نقدية من فئة 10000 (على 10)، و20000 (على 20)، و50000 (على 50)، و100000 (على 100)، و100000 (على 500)، و200000 (على 1000)، و500000 (على 1000)، و1000000 (على 1000) كوردوبا مطبوعة فوق بعضها البعض، حيث أدى التضخم إلى انخفاض قيمة الكوردوبا بشكل كبير.

### الكوردوبا الثانية
صدرت الكوردوبا الثانية على شكل أوراق نقدية فقط. وفي عام ١٩٨٨، صدرت أوراق نقدية (مؤرخة عام ١٩٨٥) بفئات ١٠، و٢٠، و٥٠، و١٠٠، و٥٠٠، و١٠٠٠ كوردوبا، بالإضافة إلى ٥٠٠٠ كوردوبا بدون تاريخ. وفي عام ١٩٨٩، طُرحت أوراق نقدية من فئات ١٠,٠٠٠، و٢٠,٠٠٠، و٥٠,٠٠٠، و١٠٠,٠٠٠ كوردوبا، تلتها في العام التالي أوراق نقدية من فئات ٢٠٠,٠٠٠، و٥٠٠,٠٠٠، ومليون، و٥ ملايين، و١٠ ملايين كوردوبا. 

### الكوردوبا الثالثة (الكوردوبا الذهبية)
في عام 1991، طُرِحَت أوراق نقدية بقيمة 1، و5، و10، و25 سنتافو، و1، و5، و10، و20، و50، و100 كوردوبا. استُبدلت الأوراق النقدية من فئة 1 كوردوبا بعملات معدنية عام 1994، ثم استُبدلت أوراق فئة 5 كوردوبا عام 1997. وطُرحت أوراق فئة 500 كوردوبة عام 2002. 
تظهر على وجهي الأوراق النقدية الحالية شخصياتٌ بارزة من تاريخ نيكاراغوا. أما الوجهان الخلفيان، فهما يصوّران معالمَ أو مواطنَ طبيعيةً في البلاد. 
سلسلة 2002 (قرار 10 أبريل 2002):
| صورة | قيمة             | اللون الرئيسي | وصف                   | وصف                                          | تاريخ الطباعة |
| صورة | قيمة             | اللون الرئيسي | الوجه الأمامي         | الوجه الخلفي                                 | تاريخ الطباعة |
| ---- | ---------------- | ------------- | --------------------- | -------------------------------------------- | ------------- |
|      | 10 دولارات كندية | أخضر          | ميغيل لاريناغا ‏       | جزر غرناطة ‏                                  | 2002          |
|      | 20 دولارًا كنديًا  | البرتقالي     | خوسيه سانتوس زيلايا   | شاطئ الأطلسي                                 | 2002          |
|      | 50 دولارًا كنديًا  | أرجواني       | بيدرو خواكين تشامورو ‏ | قلعة El Castillo de la Inmaculada Concepción | 2002          |
|      | 100 دولار كندي   | أزرق          | روبين داريو           | مسرح روبين داريو الوطني ‏                     | 2002          |
|      | 500 دولار كندي   | أحمر          | خوسيه دولوريس استرادا | هاسيندا سان جاسينتو                          | 2002          |
|      |                  |               |                       |                                              |               |

### سلسلة 2009
في 15 مايو 2009، أُصدِرَت أوراق نقدية من فئة عشرة وعشرين كوردوبا من البوليمر للتداول جنبًا إلى جنب مع نظيراتها الورقية.  أُصدِرَت ورقة نقدية جديدة من فئة مائتي كوردوبا من البوليمر وورقة نقدية من فئة مائة كوردوبا ورقية لأول مرة في 1 يونيو 2009. أُصدِرَت ورقة نقدية جديدة من فئة 50 كوردوبا من البوليمر في 3 ديسمبر 2009. قُدِّمَت ورقة نقدية جديدة من فئة 500 كوردوبا ورقية في 12 يناير 2010.  قُدِّمَت تصميم تذكاري لفئة 50 كوردوبا في 15 سبتمبر 2010، لإحياء الذكرى الخمسين لتأسيس بنكو سنترال دي نيكاراغوا.  في عام 2012، بدأ بنك نيكاراغوا المركزي (البنك المركزي لنيكاراغوا) في إصدار سلسلة جديدة من أوراق النقد الكوردوبا بسمات أمنية منقحة، بدءًا من أوراق النقد البوليمرية فئة 10، و20، و200 كوردوبا، والتي تشبه إصدارهم الأول، ولكن التغيير الملحوظ هو نقش "10"، و"20"، و"200" على النافذة الشفافة التي أصبحت الآن بيضاء غير شفافة.   
عُدِّلت أيضًا ورقة المئة كوردوبا النقدية. ومن أبرز الاختلافات عن الإصدار الأول إصدارها في الذكرى المئوية لعملة كوردوبا. ومن اللافت للنظر أيضًا خيط الأمان الأعرض، وجهاز التسجيل المُعدّل، والرقم التسلسلي المُعاد وضعه، والتغييرات الطفيفة في تصميم الطباعة السفلية، والنص التذكاري "1912-2012 Centenario del Córdoba" بالحبر اللؤلؤي على الجهة اليسرى من الورقة.  كما عُدِّلت ورقة الخمسمائة قرطبة النقدية. أبرز تغيير في الورقة هو رقعة شعار البنك، التي أصبحت الآن رقعة ثلاثية الأبعاد بدلًا من جهاز متغير بصريًا ‏ ، وخيط أمان أعرض. 
سلسلة 2009 (قرار 12 سبتمبر 2007) :
| صورة | صورة         | قيمة         | أبعاد       | اللون الرئيسي              | اللون الرئيسي | وصف                                                   | وصف                                              | وصف                                                       | تاريخ          | تاريخ         |
| الوجه الأمامي | الوجه الخلفي | قيمة         | أبعاد       | اللون الرئيسي              | اللون الرئيسي | الوجه الأمامي                                         | الوجه الخلفي                                     | العلامة المائية                                           | الطباعة        | مشكلة         |
| --- | ------------ | ------------ | ----------- | -------------------------- | ------------- | ----------------------------------------------------- | ------------------------------------------------ | --------------------------------------------------------- | -------------- | ------------- |
| |              | 10 كوردوبا 1 | 131 × 67 مم |                            | أخضر          | حصن الحبل بلا دنس ، ريو سان خوان                      | هاسيندا سان جاسينتو                              | "10"، مائلة فوق El Castillo على الجانب الأيمن العلوي.     | 2009           | 15 مايو 2009  |
| |              | 20 كوردوبا 2 | 136 × 67 مم |                            | أصفر          | كوخ السكان الأصليين على الساحل الشرقي للبحر الكاريبي. | رسم توضيحي لرقصة بالو دي مايو ‏                   | "20"، فتاة تطحن الحبوب                                    | 2009           | 15 مايو 2009  |
| |              | 50 كوردوبا   | 141 × 67 مم |                            | بنفسجي        | الخزف الوطني في نيكاراغوا                             | وادي سوموتو                                      | الخزف الوطني لنيكاراغوا، العلامة المائية "50"             | 2009           | 3 ديسمبر 2009 |
| |              | 50 كوردوبا   | 67 × 141 مم | المبنى الأول للبنك المركزي | بنفسجي        | العلامة المائية "50"                                  | وادي سوموتو                                      | 2010                                                      | 16 سبتمبر 2010 |               |
| |              | 100 كوردوبا  | 146 × 67 مم |                            | أزرق          | نصب تذكاري لروبين داريو                               | كاتدرائية ليون                                   | شعار البنك المركزي في نيكاراغوا؛ علامة مائية على شكل أسد. | 2009           | 1 يونيو 2009  |
| |              | 200 كوردوبا  | 151 × 67 مم |                            | بني           | إل غويغوينسي                                          | جزيرة أوميتيبي ، الطائر الوطني، موموتوس موموتا . | "200"، The Güegüense مع العلامة المائية والعباءة.         | 2009           | 1 يونيو 2009  |
| |              | 500 كوردوبا  | 156 × 67 مم |                            | أحمر          | المتحف السكني لأوغوستو سيزار ساندينو                  | التماثيل الأصلية                                 | العلامة المائية "500"، ساندينو                            | 2010           | 12 يناير 2010 |
| These images are to scale at 0.7 pixel per millimetre. For table standards, see the جدول مواصفات الأوراق النقدية . |              |              |             |                            |               |                                                       |                                                  |                                                           |                |               |

### سلسلة 2015 و 2017
في 26 أكتوبر 2015، قدم بنك نيكاراغوا المركزي عائلة جديدة من الأوراق النقدية بفئات 5، و10، و20، و50، و100، و200، و500 كوردوبا. طُبِعَت الفئات الست الأدنى من البوليمر، بينما طُبِعَت ورقة 500 كوردوبا على ركيزة ورق قطني.  في 1 ديسمبر 2016، قدم بنك نيكاراغوا المركزي ورقة نقدية بقيمة 1000 كوردوبا لتسهيل المعاملات عالية القيمة. أُصدِرَ تصميم تذكاري في 1 ديسمبر 2016 لإحياء الذكرى المئوية لوفاة الشاعر روبين داريو وأُصدِرَ إصدار منتظم في 2 يناير 2017.   
في يوليو 2019، أعيد إصدار الأوراق النقدية من فئة 500 و1000 قرطبة في البوليمر، لتداولها بالتوازي مع الإصدارات الحالية. 
سلسلة 2015-2017 (قرار 26 مارس 2014):
| صورة          | صورة         | قيمة             | أبعاد       | اللون الرئيسي | وصف                              | وصف                                           | مادة     | تاريخ الإصدار |
| الوجه الأمامي | الوجه الخلفي | قيمة             | أبعاد       | اللون الرئيسي | الوجه الأمامي                    | الوجه الخلفي                                  | مادة     | تاريخ الإصدار |
| ------------- | ------------ | ---------------- | ----------- | ------------- | -------------------------------- | --------------------------------------------- | -------- | ------------- |
|               |              | 5 دولارات كندية  | 126 × 67 مم | رمادي         | مبنى البنك المركزي النيكاراغوي   | جسر لاس بيدريسيتاس                            | البوليمر | أكتوبر 2015   |
|               |              | 10 دولارات كندية | 131 × 67 مم | أخضر          | بويرتو سلفادور الليندي، ماناغوا  | لا فاكيتا (احتفالات القديس الراعي في ماناغوا) | البوليمر | أكتوبر 2015   |
|               |              | 20 دولارًا كنديًا  | 136 × 67 مم | البرتقالي     | كنيسة مورافيا، لاجونا دي بيرلاس  | مهرجان مايو يا                                | البوليمر | أكتوبر 2015   |
|               |              | 50 دولارًا كنديًا  | 141 × 67 مم | بنفسجي        | سوق الحرفيين، ماسايا             | الباليه الشعبي                                | البوليمر | أكتوبر 2015   |
|               |              | 100 دولار كندي   | 146 × 67 مم | أزرق          | كاتدرائية غرناطة                 | عربة تجرها الخيول                             | البوليمر | أكتوبر 2015   |
|               |              | 200 دولار كندي   | 151 × 67 مم | بني           | مسرح روبين داريو الوطني، ماناغوا | باليه الكوميديا El Güegüense                  | البوليمر | أكتوبر 2015   |
|               |              | 500 دولار كندي   | 156 × 67 مم | أحمر          | كاتدرائية ليون                   | بركان موموتومبو                               | ورق      | أكتوبر 2015   |
|               |              | 500 دولار كندي   | 156 × 67 مم | أحمر          | كاتدرائية ليون                   | بركان موموتومبو                               | البوليمر | يوليو 2019    |
|               |              | 1000 دولار كندي  | 161 × 67 مم | أخضر غامق     | الشاعر النيكاراغوي روبين داريو   | قصيدة بقلم داريو                              | ورق      | ديسمبر 2016   |
|               |              | 1000 دولار كندي  | 161 × 67 مم | أخضر غامق     | هاسيندا سان جاسينتو، تيبيتابا    | قلعة الحبل بلا دنس، ريو سان خوان              | ورق      | يناير 2017    |
|               |              | 1000 دولار كندي  | 156 × 67 مم | أخضر غامق     | هاسيندا سان جاسينتو، تيبيتابا    | قلعة الحبل بلا دنس، ريو سان خوان              | البوليمر | يوليو 2019    |

## سعر الصرف
في عام 1991، أنشأ البنك المركزي في نيكاراجوا نظام ربط زاحف ‏ وفقًا لسياسات سعر الصرف في صندوق النقد الدولي بمعدل انخفاض سنوي بنسبة 12%؛ اعتبارًا من 2014 ، استمر هذا المخطط في خفض قيمة الكوردوبا مقابل الدولار الأمريكي بنسبة 5٪ سنويًا ثم انخفض بنسبة 3٪ سنويًا لاحقًا. 

## سعر الصرف NIO الحالي
| من Yahoo! Finance: | AUD CAD CHF EUR GBP HKD JPY USD EUR JPY USD |
| من XE.com:         | AUD CAD CHF EUR GBP HKD JPY USD EUR JPY USD |
| من Investing.com:  | AUD CAD CHF EUR GBP HKD JPY USD EUR JPY USD |
| منOANDA.com:       | AUD CAD CHF EUR GBP HKD JPY USD EUR JPY USD |

### أسعار الصرف التاريخية
دولار أمريكي واحد =
- 36.6243 (البنك المركزي النيكاراغوي) (6 أبريل 2025)
- 36.773 (XE) (نوفمبر 2024)
- 32,949 (XE) (يوليو 2019)
- 25,005 كوردوبا (أغسطس 2013) (XE)
- 20.865 (ياهو) أو 20.8623 (XE) أو 20.5250 (أواندا) (10 يناير 2010)
- 20.425 (ياهو) أو 20.4263 (XE) أو 20.222 (أواندا) أو 20.4268 (البنك المركزي النيكاراغوي) كوردوبا (4 أغسطس 2009)
- 18,032 (ياهو) أو 19,874 (XE) أو 20.113 (أواندا) كوردوبا (3 يناير 2009)
- 18.032 قرطبة (19 يونيو 2008)
- 18.032 قرطبة (24 أبريل 2007)
- 17.066 قرطبة (5 يونيو 2006)
- 17.1754 قرطبة (13 يناير 2006)
- 16300 قرطبة (أبريل 2005)
- 15.5515 قرطبة (ديسمبر 2003)

1 يورو =
- 38,899 (XE) (نوفمبر 2024)
- 37.084 (XE) (يوليو 2019)
- 36.9441 (XE) (23 أكتوبر ٢٠١٨)
- ٣٠٫٠٥٦٢ (ياهو) أو ٣٠٫٠٧٧٢ (XE) أو ٢٩٫٥٦٦١ (أواندا) (١٠ يناير ٢٠١٠)
- ٢٩٫٣٦٧٤ (ياهو) أو ٢٩٫٣٧٢١ (XE) أو ٢٨٫٩٣٥٨٦ (أواندا) كوردوبا (٤ أغسطس ٢٠٠٩)
- ٢٥٫١٠٣٣ (ياهو) أو ٢٧٫٥٣٢ (XE) أو ٢٨٫٠٠٨ (أواندا) كوردوبا (٣ يناير ٢٠٠٩)
- ٢٩٫٨٩٨٧ كوردوبا (١٩ يونيو ٢٠٠٨)
- ٢٤٫٥٨٣ كوردوبا (٢٤ أبريل ٢٠٠٧)
- ٢٢٫١١٦٨ كوردوبا (٥ يونيو ٢٠٠٦)
- ١٩٫٩١٠ كوردوبا (يناير ٢٠٠٦)
- ٢١,٣٦١ كوردوبا (أبريل ٢٠٠٥)
- ١٩,٦٤٦٢ كوردوبا (ديسمبر ٢٠٠٣)